# Тощая кишка человека
То́щая кишка́ челове́ка (лат. jejunum) — средний отдел тонкой кишки, идущий после двенадцатиперстной и перед подвздошной кишкой. Название «тощая» происходит от того, что при препарировании трупа анатомы находили её пустой.

## Расположение
Петли тощей кишки располагаются в левой верхней части брюшной полости. Тощая кишка со всех сторон покрыта брюшиной. Тощая кишка, в отличие от двенадцатиперстной, имеет хорошо выраженную брыжейку и рассматривается (вместе с подвздошной кишкой) как брыжеечная часть тонкой кишки. От двенадцатиперстной кишки отделяется дуоденоеюнальной Л-образной складкой Трейтца (дуоденоеюнальным сфинктером).
Какой-либо чётко выраженной анатомической структуры, разделяющей тощую и подвздошную кишки, нет. Однако всё же имеются чёткие различия между этими двумя отделами тонкой кишки: тощая имеет больший диаметр, стенка её толще, она богаче снабжена сосудами. Петли тощей кишки лежат главным образом влево от срединной линии, петли подвздошной кишки — главным образом справа от срединной линии. Брыжеечная часть тонкой кишки прикрыта спереди на большем или меньшем протяжении большим сальником.

## Строение
Тощая кишка — гладкомышечный полый орган. В стенке тощей кишки располагаются два слоя мышечной ткани: внешний продольный и внутренний циркулярный (круговой). Кроме того, гладкомышечные клетки имеются в слизистой оболочке кишки (создает возможность образовывать складки на слизистой оболочке для увеличения всасывающей поверхности).
Длина тощей кишки у взрослого человека достигает 0,9—1,8 м. У женщин короче, чем у мужчин. У живого человека кишка находится в тонически напряжённом состоянии. После смерти она растягивается, и её длина может достигать 2,4 м.
Кислотность в тощей кишке нейтральная или слабощелочная и обычно находится в пределах 7—8 рН.
Моторная активность тощей кишки представлена разнообразными типами сокращений, в том числе перистальтическими и ритмической сегментацией. Частоты такого рода сокращений специфичны для тощей кишки и находятся в диапазоне 0,131—0,180 Гц.